# Michael Blanchy
Michael Blanchy (Verviers, 24 september 1981) is een Belgische wielrenner. Zijn vader André Blanchy was ook wielrenner.

## Overwinningen
2002
- Internationale Wielertrofee Jong Maar Moedig I.W.T.
- GP du Haut-Escaut

2003
- 1e etappe Ronde van Antwerpen
- 2e en 3e etappe Ronde van Luik
- Internatie Reningelst

2005
- Ruddervoorde
- 2e etappe deel B Le Triptyque des Monts et Châteaux - Frasnes

2006
- 3e etappe en Puntenklassement Ronde van Gabon

2007
- GP Claude Criquielion
- Houtem

2010
- Ellignies
- Flawinne

Abakoumov · Blackgrove · Blanchy · Derepas · Duque · Gadret · Kaminskas · Kaupas · Kostjoek · Meul · Pauwels · S.Penne · Ronsse · Rudenko · Svensson · Thys · Vilcinskas · Wijnands
Abakoumov · Blanchy · Cauquil · De Groote · Derepas · Haynes · Hoogerland · Kaupas · Meul · Moeravjov · Nevens · Planckaert · Ronsse · Scheirlinckx · Soetens · Thys · Tombak · Van der Slagmolen · Van Mingeroet · François (stagiair) · Sladkov (stagiair)
Blanchy · Coutts · De Gans · Declercq · Devaere · Garmendia · Huysmans · Kerr · Poelvoorde · Ronsse · Simon · Simons · Thys · Van Zandbeek · Van Zimmeren · Velghe